# حفصة بنت حمدون
حفصة بنت حمدون ( حوالي القرن العاشر) شاعرة عربية أندلسية.

## سيرة
ولدت حفصة بنت حمدون في وادي الحجارة  يُعتقد أنها كانت ذات مكانة اجتماعية جيدة بسبب القصائد التي كتبتها عن العبودية، والتي عبرت فيها عن استيائها من مواقفهم. 

## عمل
كتبت حفصة بنت حمدون العديد من القصائد، منها أربعة فقط محفوظة.  